# HTTP 303
HTTP 303 See Other ，自 RFC 2616（HTTP 1.1）起，用于在收到HTTP POST请求之后，进行URL重定向的操作。

## 引入
虽然RFC 1945和RFC 2068规范不允许客户端在重定向时改变请求的方法，但是很多现存的浏览器在收到302响应时，直接使用GET方式访问在Location中规定的URI，而无视原先请求的方法。因此状态码303被添加了进来，用以明确服务器期待客户端进行何种反应。

## 定义
根据RFC 2616定义:
- 此方法主要用于允许在收到POST方法后响应时，将用户重定向到所选资源。
- 如果一个客户端有链接编辑能力，其应当把所有的引用链接重定向到新的URL上。
- 重定向到新地址时，客户端必须使用GET方法请求新地址。
- 客户端收到的新的URI，不是原始请求资源的替代引用。
- 该响应码不应被客户端缓存，惟重定向后的页面不受此限。
- 除非请求方法是 HEAD, 否则响应实体应该包含一个小型的超文本，标注一个超链接到新的URL。

## 示例
客户端请求:
```
POST
 
/blog/comment
 
HTTP
/
1.1

Host
:
 
www.example.com

Content-Type
:
application/x-www-form-urlencoded; charset=UTF-8

```

服务器回应:
```
HTTP
/
1.1
 
303
 
See Other

Location
:
 
http://www.example.org/view-comment.asp

```

## 外部連結
- HTTP/1.1 Error codes in RFC 2616（页面存档备份，存于） （英文）
- RFC 1945 (HTTP 1.0)
- RFC 7231 (HTTP 1.1)